# Houéko
Houéko è un arrondissement del Benin situato nella città di Covè (dipartimento di Zou) con 3.289 abitanti (dato 2006).